# Metoda opadu stożka
Metoda opadu stożka – metoda badania konsystencji mieszanki betonowej i innych zapraw budowlanych. Badanie polega na umieszczeniu mieszanki w formie w kształcie stożka (stożek Abramsa), a następnie zdjęciu tej formy. Różnica wysokości formy i opadłej mieszanki jest miarą konsystencji.
| Klasa | Opad w mm |
| ----- | --------- |
| S1    | 10–40     |
| S2    | 50–90     |
| S3    | 100–150   |
| S4    | 160–210   |
| S5    | > 220     |

Przebieg badania
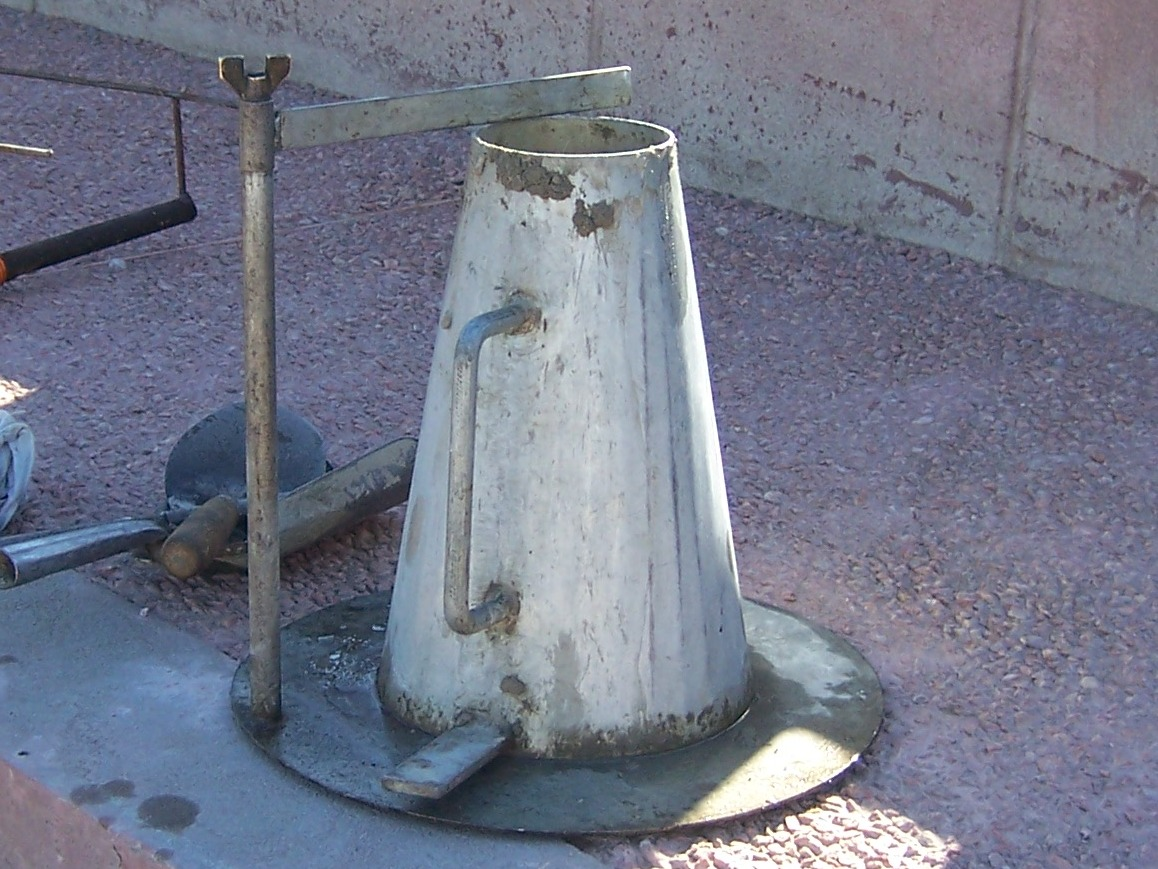
Zestaw pomiarowy
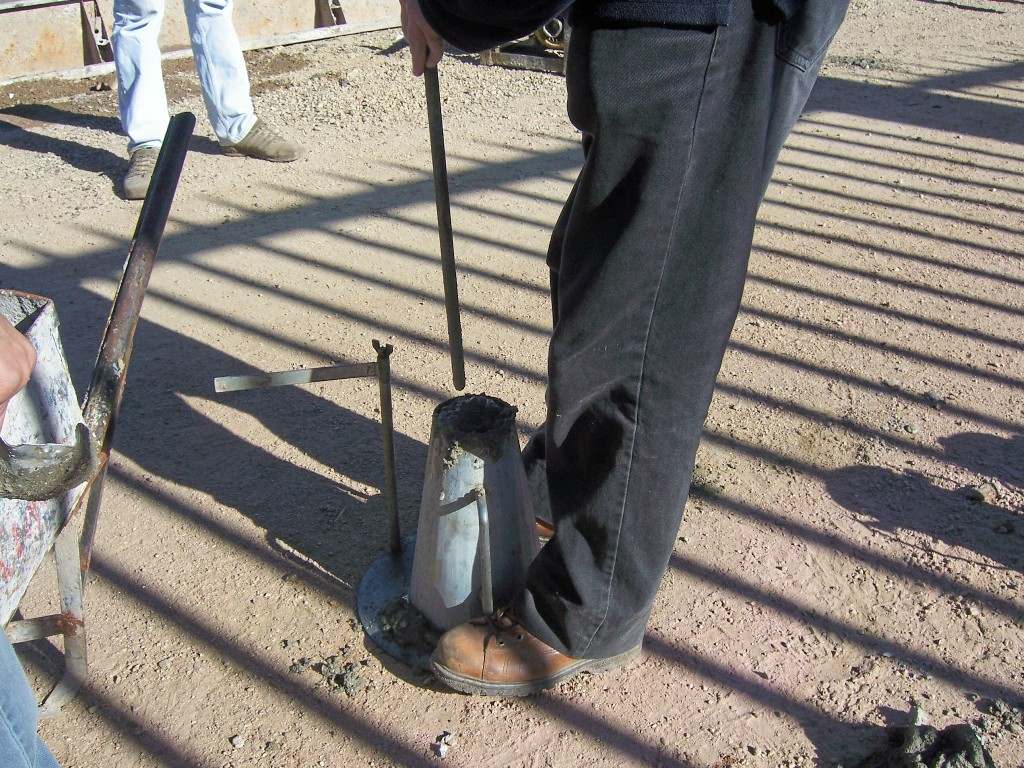
Napełnianie i zagęszczanie
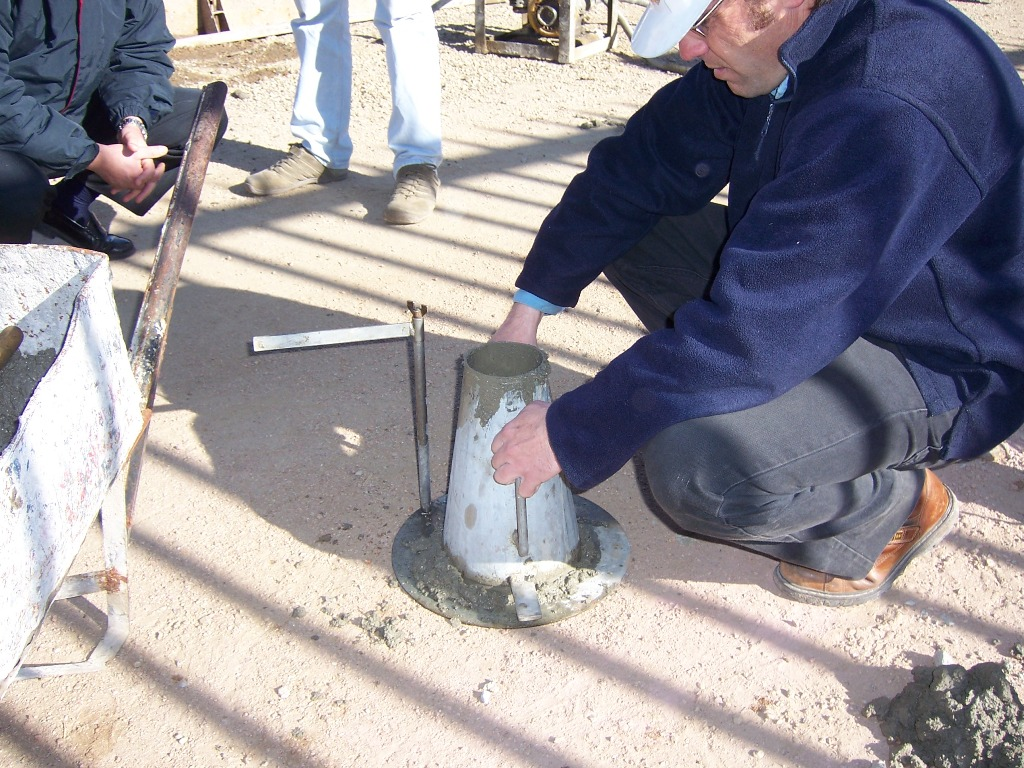
Usuwanie stożka
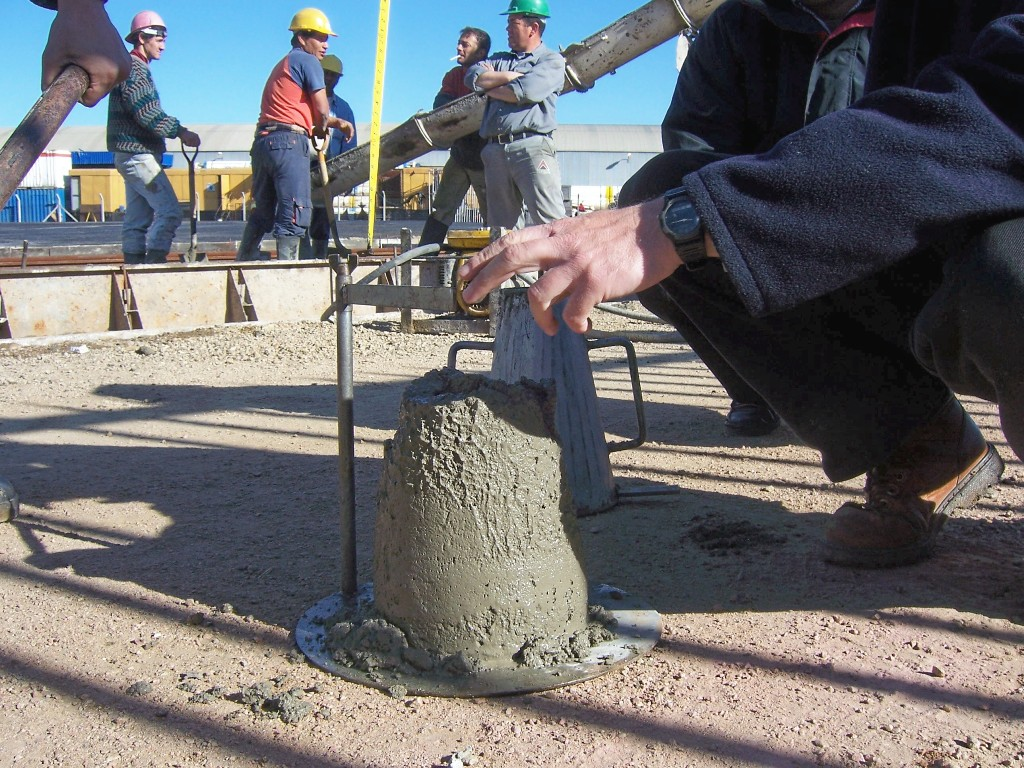
Pomiar wysokości